# Shenzhou 10
Shenzhou 10 (chinois simplifié : 神舟十号 ; pinyin : Shénzhōu Shíhào ; litt. « Vaisseau divin Numéro 10 ») était un vol spatial avec équipage du programme Shenzhou de la Chine qui a été lancé le 11 juin 2013. Il s'agissait de la cinquième mission spatiale avec équipage de la Chine,. La mission comptait un équipage de trois astronautes : Nie Haisheng, qui était commandant de la mission et avait précédemment volé à bord de Shenzhou 6 ; Zhang Xiaoguang, un ancien commandant d'escadron de Force aérienne chinoise qui a effectué le rendez-vous et l'amarrage ; et Wang Yaping, la deuxième femme astronaute chinoise. Le vaisseau spatial Shenzhou s'est amarré au module laboratoire spatial d'essai Tiangong 1 le 13 juin et les astronautes ont réalisé des expériences physiques, technologiques et scientifiques à bord. Shenzhou 10 était la 2e et dernière expédition et mission vers Tiangong-1 dans cette partie du programme Tiangong. Le 26 juin 2013, après une série de tests d'amarrage réussis, Shenzhou 10 est revenu sur Terre.

## Équipage
Des sources en Chine ont confirmé l'identité de l'une des deux femmes pilotes de l'Armée de l'air actuellement en lice pour devenir la première Chinoise dans l'espace. Le capitaine Wang Yaping, pilote de transport dans la Force aérienne de l'Armée populaire de libération (PLAAF) avec une autre femme non identifiée à l'époque, Liu Yang. Elles ont été sélectionnées en mars 2010, à partir de quinze candidatures féminines. Elles forment avec cinq hommes pilotes de chasse un second groupe de taïkonautes.
Si la Chine n'a pas donné d'informations officielles de l'intention d'envoyer le capitaine Wang, ou Liu Yang dans l'espace, plusieurs déclarations de hauts fonctionnaires, dont Yang Liwei, le premier Chinois dans l'espace, suggèrent que l'une d'elles pourrait faire partie de l'équipage de Shenzhou 10.
Finalement Liu Yang est devenue la première Chinoise dans l'espace lors du vol Shenzhou 9 et Wang Yaping a été affectée à la mission Shenzhou 10.
- Commandant : Niè Hǎishèng (2),  Chine
- Ingénieur de vol 1 : Zhang Xiaoguang (1),  Chine
- Ingénieur de vol 2 : Wang Yaping (1),  Chine

Le chiffre entre parenthèses indique le nombre de vols spatiaux effectués par l'astronaute, Shenzhou 10 inclus.

## Préparatifs
Avant le rehaussement de l'orbite de Tiangong-1 le 30 août 2012, il était prévu qu'une fenêtre de lancement s'ouvrirait entre fin novembre et décembre 2012, lorsque l'orbite de Tiangong-1 aurait décru pour atteindre le niveau de l'orbite standard d'un Shenzhou. La mission Shenzhou 10 était donc prévue pour la fin janvier ou le mois de février 2013. Lors du 18e Congrès national du Parti communiste chinois, un responsable de l'espace a déclaré que Shenzhou 10 était prévue pour la période comprise entre juin et août 2013.
Il s'agit de la cinquième mission avec équipage du programme Shenzhou, dix ans après la première, Shenzhou 5.
À partir de novembre 2012, les informations se sont succédé, notamment le souhait que l'équipage comporte une femme et que la date effective de lancement se situe au début de la période juin-août. La connaissance des conditions fixées par la Chine pour les fenêtres de lancement de ses engins spatiaux pilotés a permis de calculer que la date probable de lancement se situerait entre le 7 et le 13 juin.
L'agence de presse Xinhua a publié un article du Beijing Times qui résumait les objectifs de la mission, et incluait l'information selon laquelle Wang Yaping était la seule femme à l'entraînement dans le groupe des candidats astronautes. Wang Yaping a été annoncée comme l'un des membres de l'équipage en avril 2013, le seul membre de l'équipage révélé jusqu'en juin, lorsque le reste de l'équipage a été révélé. L'équipage de Shenzhou 10 avait auparavant servi d'équipage de réserve pour Shenzhou 9,. Avec l'élévation de Nie Haisheng au rang de général, c'était la première fois que la Chine lançait un officier général dans l'espace, après qu'il soit devenu officier général.

## Lancement et amarrage
Shenzhou 10 a été lancé le 11 juin 2013, à 9 h 38 UTC (17 h 38 UTC+8). Une fusée Longue Marche 2F a été utilisée pour effectuer le lancement, depuis l'aire 1 du site de lancement sud de la base Base de lancement de Jiuquan, en Mongolie-Intérieure. Le vaisseau spatial a atteint avec succès l'orbite terrestre basse avant que la fusée ne se détache. Avec une durée de 15 jours, Shenzhou 10 a été la plus longue mission de vol habité de la Chine à ce jour,, dépassant de deux jours le précédent détenteur du record, Shenzhou 9. Le secrétaire général du PCC, le président chinois Xi Jinping, était présent à la fois pour la cérémonie de départ et pour le lancement lui-même.
Le vaisseau spatial s'est amarré à Tiangong-1 à 5 h 11 UTC le 13 juin. L'équipage a ouvert l'écoutille trois heures plus tard et est entré dans le module laboratoire.

## Atterrissage
Shenzhou 10 est revenu sur Terre le mercredi 26 juin 2013 à 0 h 7 UTC (8 h 7 UTC+8). La durée totale de la mission a été de 14 jours, 14 heures et 29 minutes.

## Objectifs
Une fois amarrés à Tiangong-1, les trois membres d'équipage ont mené des expériences de médecine et de technologie spatiales ainsi que d'autres travaux scientifiques. Nie Haisheng était le commandant de la mission et supervisait les procédures d'amarrage, tandis que le pilote Zhang Xiaoguang était chargé du rendez-vous et de l'amarrage. Wang Yaping a mené les expériences scientifiques et a donné une leçon de physique à des étudiants chinois par le biais d'une diffusion télévisée en direct. Le 23 juin, Shenzhou 10 s'est désamarré de la station et a effectué un ré-amarrage manuel.

## Conférence dans l'espace

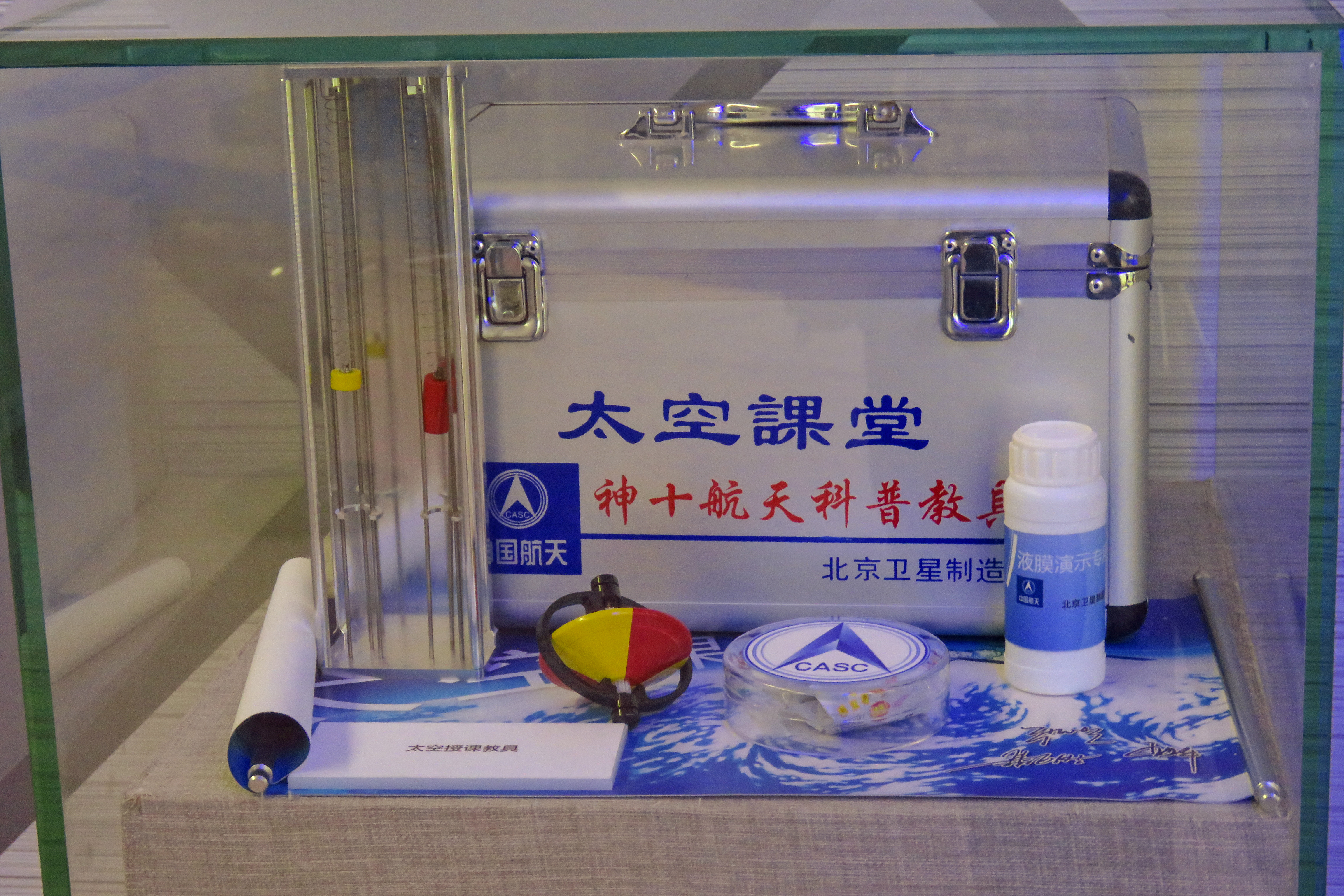
Le matériel de conférence utilisé par Wang à bord de la station spatiale Tiangong-1.

L'un des événements les plus médiatisés de cette mission a été la conférence de Wang Yaping dans l'espace. Le 20 juin, vers 10 heures, deux professeurs de physique ont commencé la leçon dans la salle de classe de Pékin. Quelques minutes plus tard, l'équipage était visible pour 60 millions d'étudiants chinois. Ils ont vu Wang Yaping réaliser cinq expériences :
- Mesure de la masse : En utilisant la deuxième loi de Newton ({\displaystyle F=ma}), la masse de Nie Haisheng a été mesurée à 74 kilogrammes (163 lb).
- Pendule simple : La classe de Beijing a commencé par montrer un pendule simple, puis Wang Yaping a fait de même pour montrer le pendule en mouvement dans une rotation sans fin.
- Comportement d'un gyroscope : Wang Yaping a mis en place deux gyroscopes, l'un tournant et l'autre non, et les a légèrement touchés. Le gyroscope qui tourne a gardé son axe.
- La tension de surface : Wang Yaping a montré l'importance de la tension de surface en l'absence de gravité en faisant osciller un film d'eau à l'intérieur d'un anneau. Lors du balancement, le film d'eau s'est gonflé, mais il ne s'est pas brisé.
- Boule d'eau : Wang Yaping a montré que l'eau forme automatiquement une boule (presque parfaite) dans l'espace et l'a expliqué en utilisant la même tension de surface.